# Remy de Gourmont

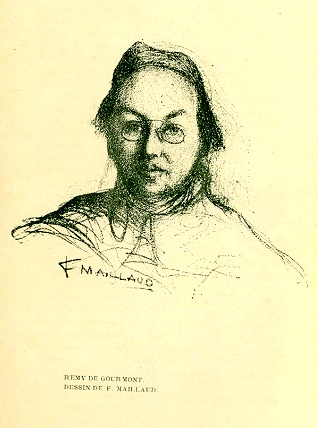
Remy de Gourmont, ca. 1900

Remy de Gourmont (Bazoches-au-Houlme, 4 april 1858 – Parijs, 27 september 1915) was een Frans schrijver, dichter en criticus. Hij wordt vooral gerekend tot de stroming van het symbolisme.

## Leven en werk
Gourmont stamde uit de oude landadel en vestigde zich, na een studie rechten te Caen, in Parijs. Daar ging hij werken in de nationale bibliotheek en begon te publiceren over populairwetenschappelijke onderwerpen. Hij raakte verzeild in literaire kringen en richtte in 1889 samen met onder anderen Albert Semain, Louis Dumur en Jules Renard het tijdschrift Mercure de France op, een spreekbuis voor het symbolisme. In 1891 publiceerde Gourmont het spraakmakende artikel Le Joujou Patriotisme, waarin hij, tegen de geest van die tijd in, pleitte voor een culturele toenadering tussen Frankrijk en Duitsland.
Gourmonts romandebuut, Sixtine, roman de la vie cérébrale (1890), is ook duidelijk geschreven in zijn symbolistische periode, waarin hij aan wil tonen dat er nog een andere werkelijkheid bestaat dan de rationeel waarneembare. De invloed van Auguste Villiers de L'Isle-Adam is duidelijk merkbaar, ook in zijn volgende romans en poëzie. Zijn studies en essays over literatuur en allerlei andere onderwerpen maken echter het belangrijkste deel uit van zijn werk. Bekendheid kreeg zijn Le Livre des masques, met kritische portretten van vooraanstaande symbolisten, geïllustreerd door Félix Vallotton. Zijn erudiete reeks Promenades Littéraires, met opstellen op de Franse literatuur, heeft belangrijke invloed gehad op de ontwikkeling van de literaire kritiek. Gourmont had eveneens sterke invloed op T.S. Eliot, Blaise Cendrars en Aldous Huxley.
Gourmont leidde een teruggetrokken leven, mede vanwege een psychologisch complex, veroorzaakt door de vele littekens in zijn gezicht na een tuberculeuze ziekte. Uit deze ziekte vloeide ook een zekere vrouwenhaat voort. Niettemin had hij een spraakmakende relatie met het bekende model Berthe de Courrière, die hem samen met Joris-Karl Huysmans in het occultisme inwijdde. In zijn latere leven leidde Gourmont aan ernstig depressieve stemmingen. Hij overleed in 1915 aan een herseninfarct en ligt begraven, samen met de Courrière, in het graf van beeldhouwer Clésinger, op de begraafplaats Père-Lachaise in Parijs.